# Free Fire
Pour plus de détails, voir Fiche technique et Distribution.
Free Fire ou Hostiles et Armés au Québec est une comédie d'action britannique coécrite et réalisée par Ben Wheatley, sortie en 2016. Le film a été présenté au festival international du film de Toronto en 2016.

## Résumé
Un soir, deux chauffeurs, Stevo et Bernie, roulent pour rencontrer deux membres de l'IRA, Chris et Frank. Sur la route, le premier raconte au second qu'il s'est fait frapper la veille par le cousin d'une femme qu'il a violée. Il rencontre les deux autres devant une entreprise désaffectée à Boston, accompagnés de leur intermédiaire Justine. Un représentant, Ord, arrive et les guide à l'intérieur. Ils sont venus pour acheter des armes à feu au trafiquant Vernon et de ses associés Martin, Gordon et Harry. Une tension s'installe entre les deux groupes, notamment entre Chris et Vernon à cause des mauvaises armes du second. Après les avoir testées, la bande de Chris les récupère finalement dans un van et donne l'argent dans une mallette à Vernon.
De son côté, Stevo reconnaît Harry, l'homme qui l'a frappé le jour précédent, et refuse de s'approcher de lui, énervant dès lors Frank. Harry l'aperçoit et les deux se provoquent mutuellement, entraînant une tension entre tout le monde. Stevo s'excuse auprès d'Harry mais le rend furieux en lui racontant ce qu'il a fait à sa cousine. Incontrôlable, Harry tire dans l'épaule de Stevo. Rapidement, la situation dégénère et une fusillade éclate, séparant les deux groupes et blessant par balles tout le monde. Martin, tenant la mallette, est blessé par une balle dans la tête. Désormais au centre du hangar, Vernon tente par tous les moyens de la récupérer. 
Vernon tire dans le dos de Bernie, mourant sur le coup. Deux autres hommes cachés avec des carabines tirent sur les deux groupes. Un d'entre eux, Jimmy, est tué alors que le second, Howie, est reconnu par Ord qui lui raconte qu'il a été payé pour tous les tuer et récupérer l'argent. Avant qu'il ne révèle qui l'a engagé, il est tué par le groupe de Chris. Chris, défendant Justine à qui il a proposé d'aller boire à verre avant que le massacre ne commence, propose au groupe de Vernon de la laisser partir. Ord, désormais du côté des trafiquants, accepte. Gordon la suit pour l'assassiner.
Alors que la fusillade continue, un téléphone sonne dans un des bureaux de l'entrepôt. Réalisant qu'ils peuvent appeler de l'aide, Chris y envoie le blessé Frank, suivi par Vernon qui veut l'empêcher de l'atteindre. Gordon poursuit Justine à l'entrée du hangar mais elle réussit à le tuer. Au moment où Chris, Ord, Harry et Stevo s'engagent dans une autre fusillade, Vernon tue Frank, qui l'a immolé par du feu avant de mourir.. 
Martin reprend connaissance et tire sur son propre groupe. Il révèle que Howie et Jimmy travaillaient pour lui. Il récupère la mallette mais succombe à ses blessures. Après avoir esquivé les coups de feu d'Ord et d'Harry, Chris atteint le bureau et tire dans la tête de Vernon. Utilisant le téléphone pour appeler ses associés, Chris est coupé par Ord alors que Harry distrait Stevo. Retournant à l'entrepôt, Justine récupère la carabine de Jimmy mais perd connaissance.
Un des associés de Chris, Leary, entre dans l'entrepôt à la recherche de ses camarades de l'IRA mais se fait tuer par Harry. Prenant la mallette, il tente de s'enfuir avec le van alors que Stevo lui tire dessus. Harry l'écrase au sol avant qu'il ne décède. L'incendie déclenché par Frank se répand et allume les extincteurs automatiques à eau. Fatigués et manquant de munitions, les deux derniers survivants, Ord et Chris, acceptent ensemble d'arrêter de se battre, prennent l'argent et tentent de s'enfuir avant l'arrivée inévitable de la police.
- Dénouement et révélations finales

Soudainement, Ord se fait tuer par Justine, qui blesse également accidentellement Chris. À terre et se vidant de son sang, il lui déclare qu'il aurait voulu mieux la connaître avant de mourir. Unique survivante de ce massacre, Justine récupère la mallette et se dirige vers la sortie de l'entrepôt au moment même où les gyrophares rouges de la police illuminent le hangar et les sirènes se font entendre.

## Fiche technique
- Titre original et français : Free Fire
- Titre québécois : Hostiles et Armés
- Réalisation : Ben Wheatley
- Scénario : Ben Wheatley et Amy Jump (en)
- Décors : Liz Griffiths
- Costumes : Emma Fryer
- Photographie : Laurie Rose (en)
- Montage : Ben Wheatley et Amy Jump
- Musique : Ben Salisbury (en) et Geoff Barrow
- Production : Andy Starke (en)
- Production déléguée : Reno Antoniades, Lizzie Francke, David Kosse (en), Sam Lavender, Dan McRae, Danny Perkins, Ben Roberts, Martin Scorsese et Emma Tillinger Koskoff
- Production exécutive : Michael S. Constable
- Sociétés de production : Film4 Productions, BFI, Rook Films et Protagonist Pictures
- Sociétés de distribution : StudioCanal (Royaume-Uni), Metropolitan FilmExport (France)
- Budget : 7 millions de dollars[2],[3]
- Pays de production :  Royaume-Uni
- Langue originale : anglais
- Genre : comédie noire et action
- Durée : 90 minutes
- Dates de sortie[1] :
  - Canada : 8 septembre 2016 (festival international du film de Toronto)
  - Royaume-Uni : 31 mars 2017
  - France : 14 juin 2017
- Public : interdit aux moins de 12 ans (visa d'exploitation no 146872 délivré le 14 juin 2017 par le Centre national du cinéma et de l'image animée[4] (CNC)).

## Distribution
- Sharlto Copley (VF : Alexis Victor ; VQ : François Sasseville) : Vernon
- Armie Hammer (VF : Arnaud Arbessier ; VQ : Alexandre Fortin) : Ord
- Brie Larson (VF : Marie Tirmont ; VQ : Ariane-Li Simard-Côté) : Justine
- Cillian Murphy (VF : Adrien Antoine ; VQ : Patrice Dubois) : Chris
- Jack Reynor (VF : Benjamin Gasquet ; VQ : David Laurin) : Harry
- Babou Ceesay (en) (VF : Eilias Changuel ; VQ : Fayolle Jean Jr.) : Martin
- Enzo Cilenti (VF : Mathieu Buscatto ; VQ : Yves Soutière) : Bernie
- Sam Riley (VF : Damien Witecka ; VQ : Maël Davan-Soulas) : Stevo
- Michael Smiley (VF : Nicolas Marié ; VQ : Jean-François Blanchard) : Frank
- Noah Taylor (VF : Vincent Ropion ; VQ : François Godin) : Gordon
- Patrick Bergin : Howie
- Tom Davis (en) (VF : Vincent Bonnasseau) : Leary
- Mark Monero (en) (VF : Vincent Bonnasseau) : Jimmy

Acteurs principaux
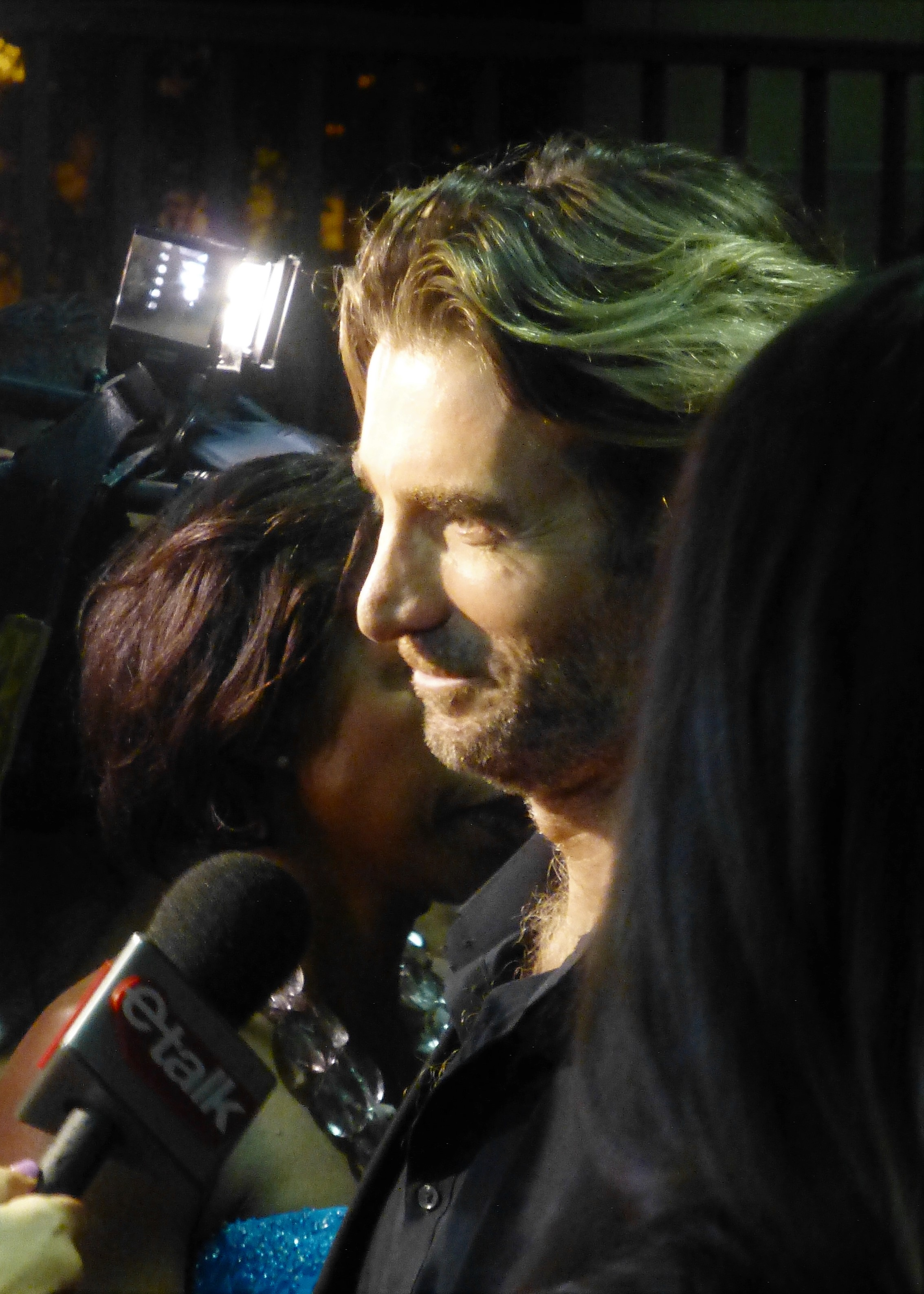
Sharlto Copley interprète Vernon
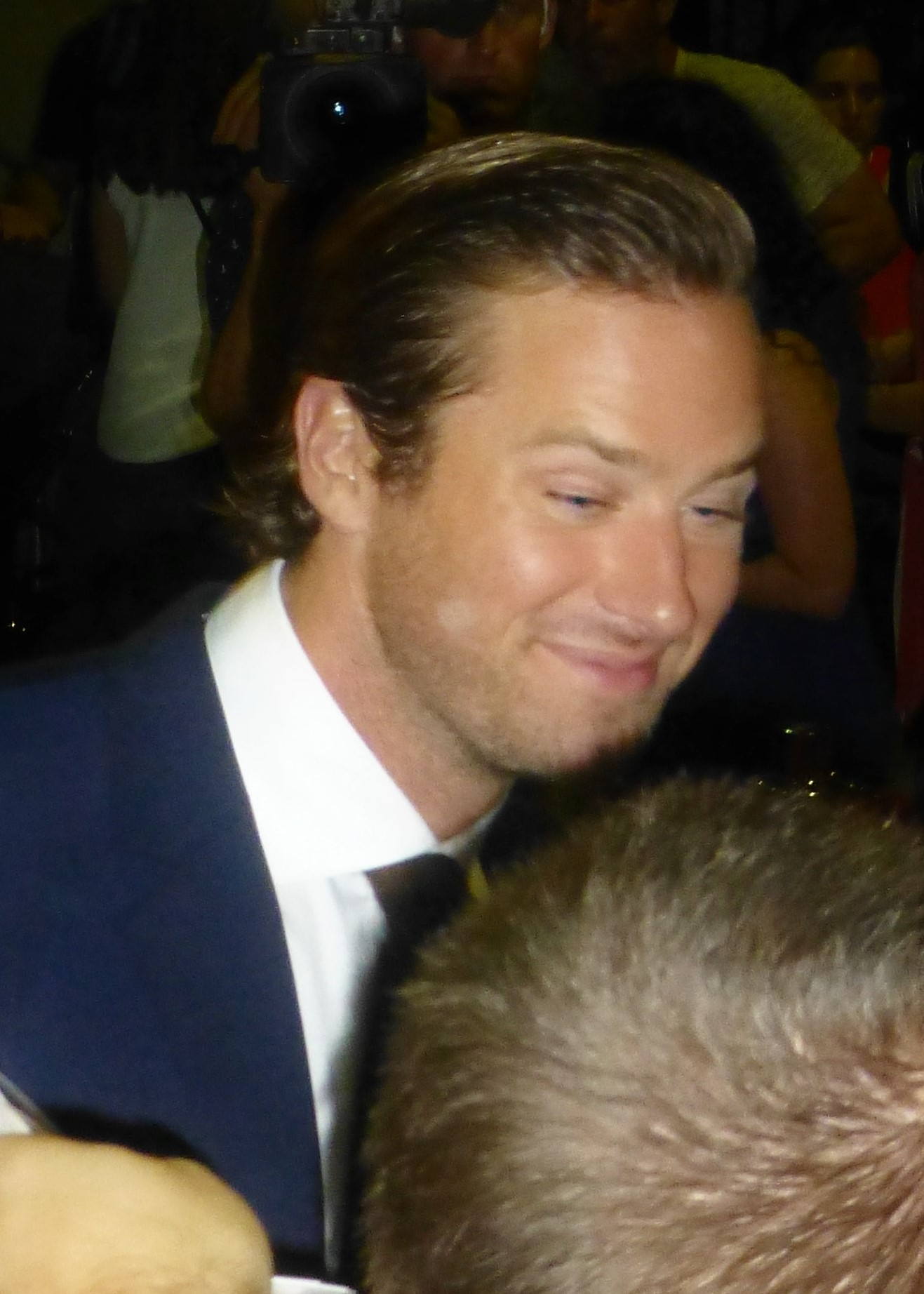
Armie Hammer interprète Ord
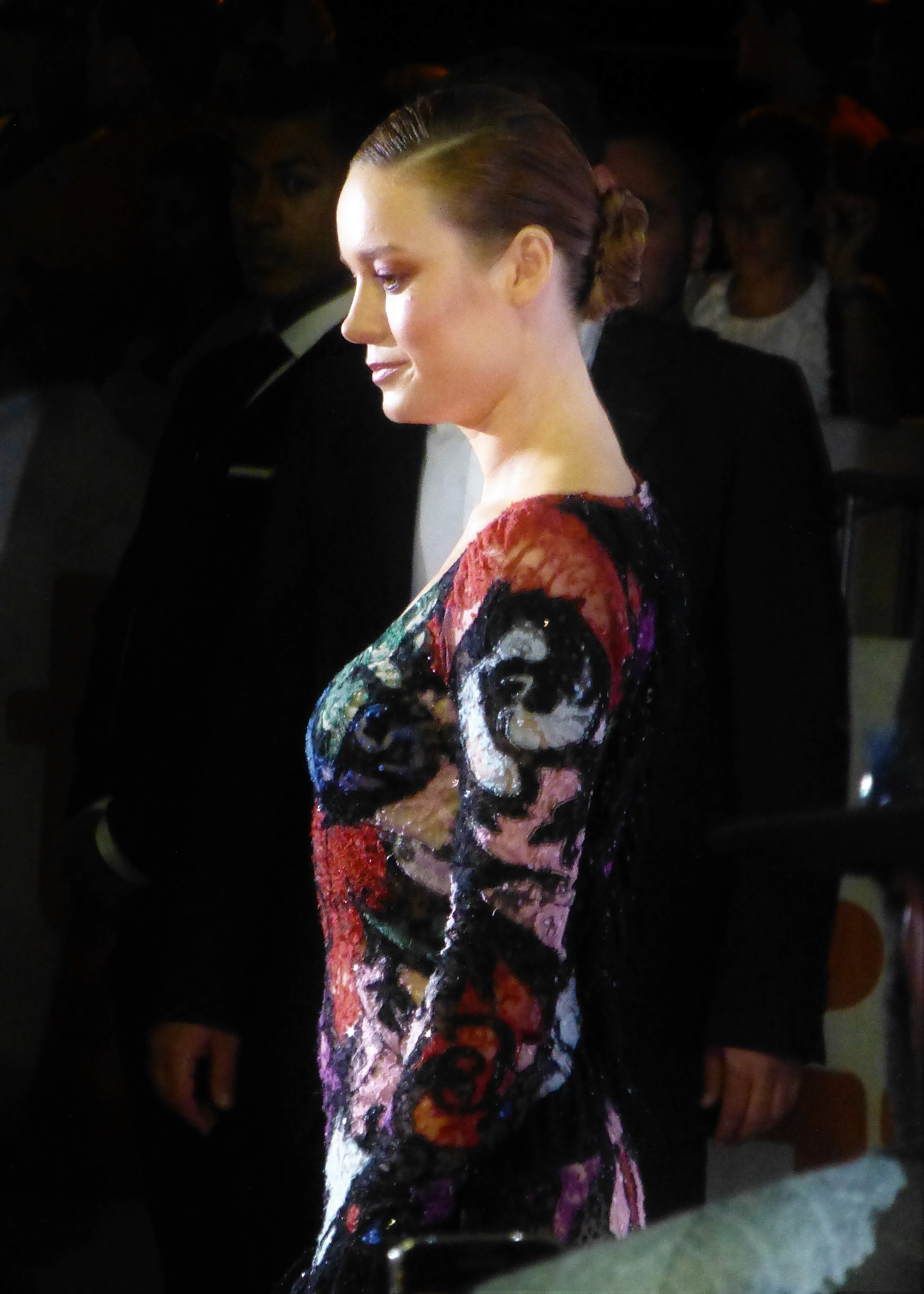
Brie Larson interprète Justine
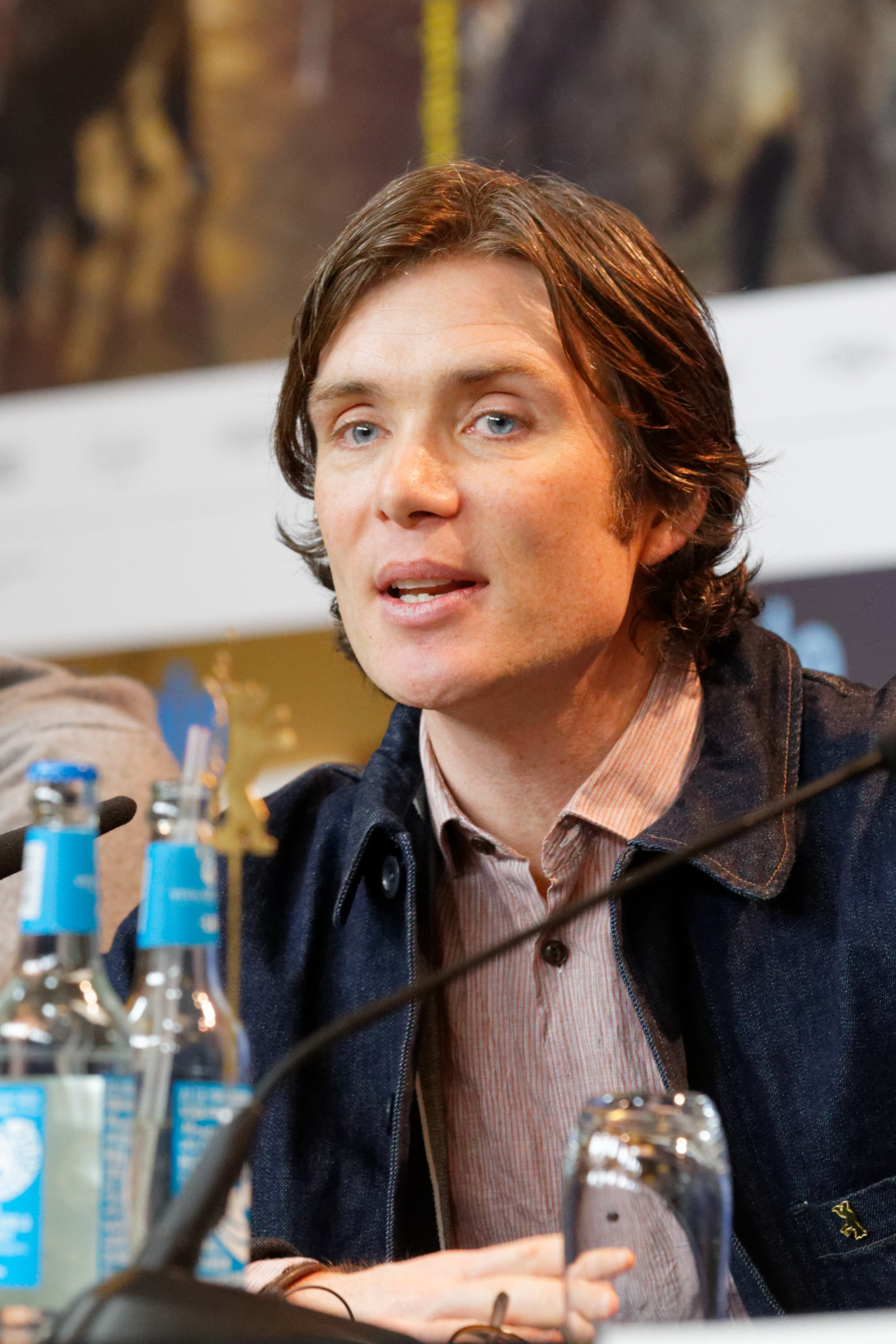
Cillian Murphy interprète Chris
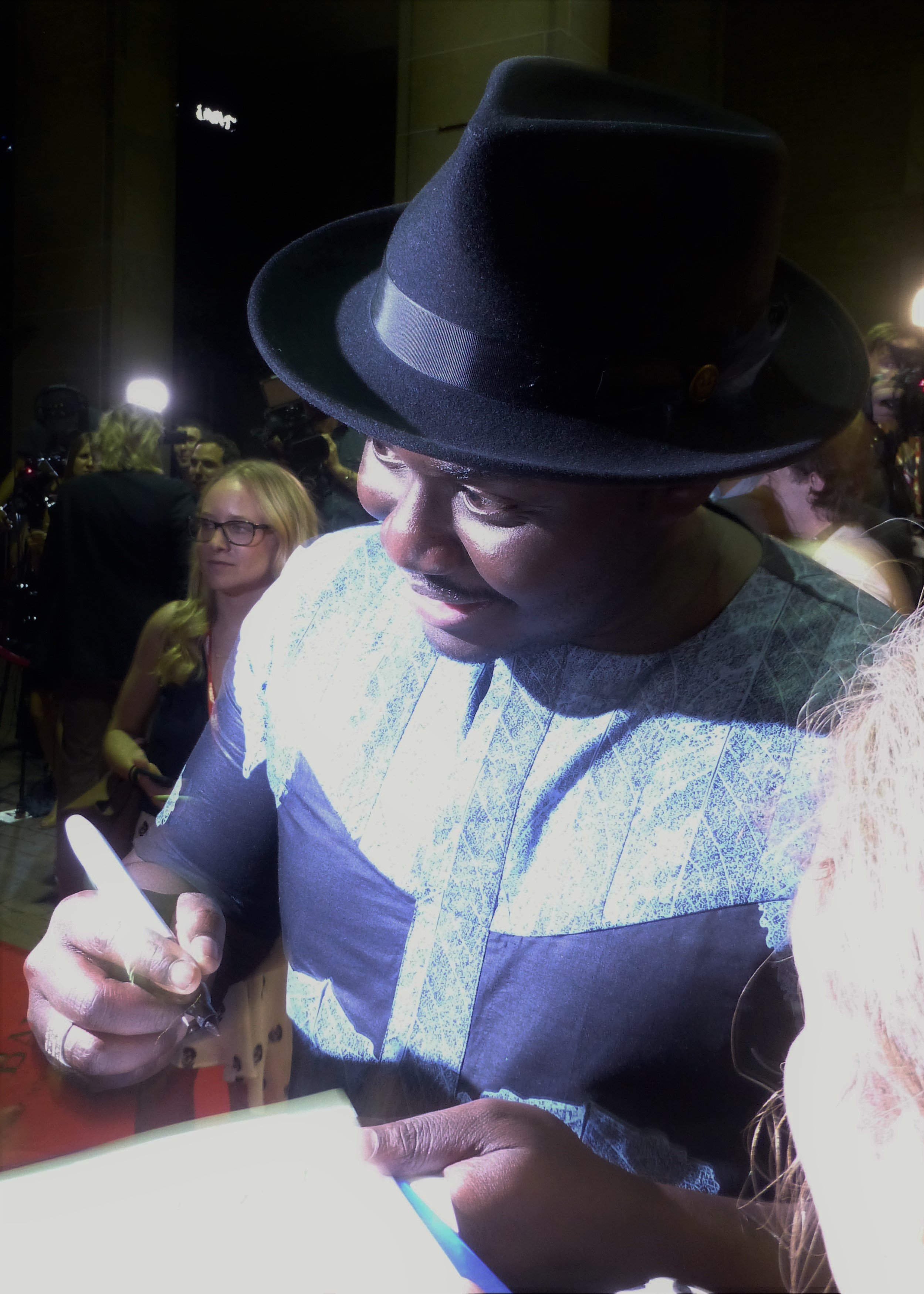
Babou Ceesay (en) interprète Martin
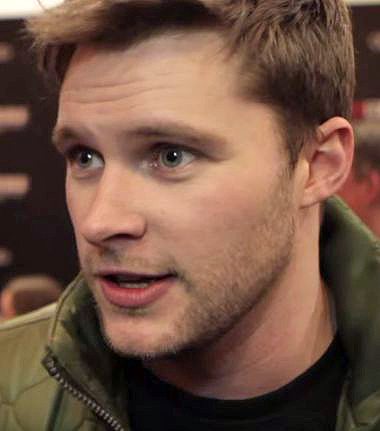
Jack Reynor interprète Harry
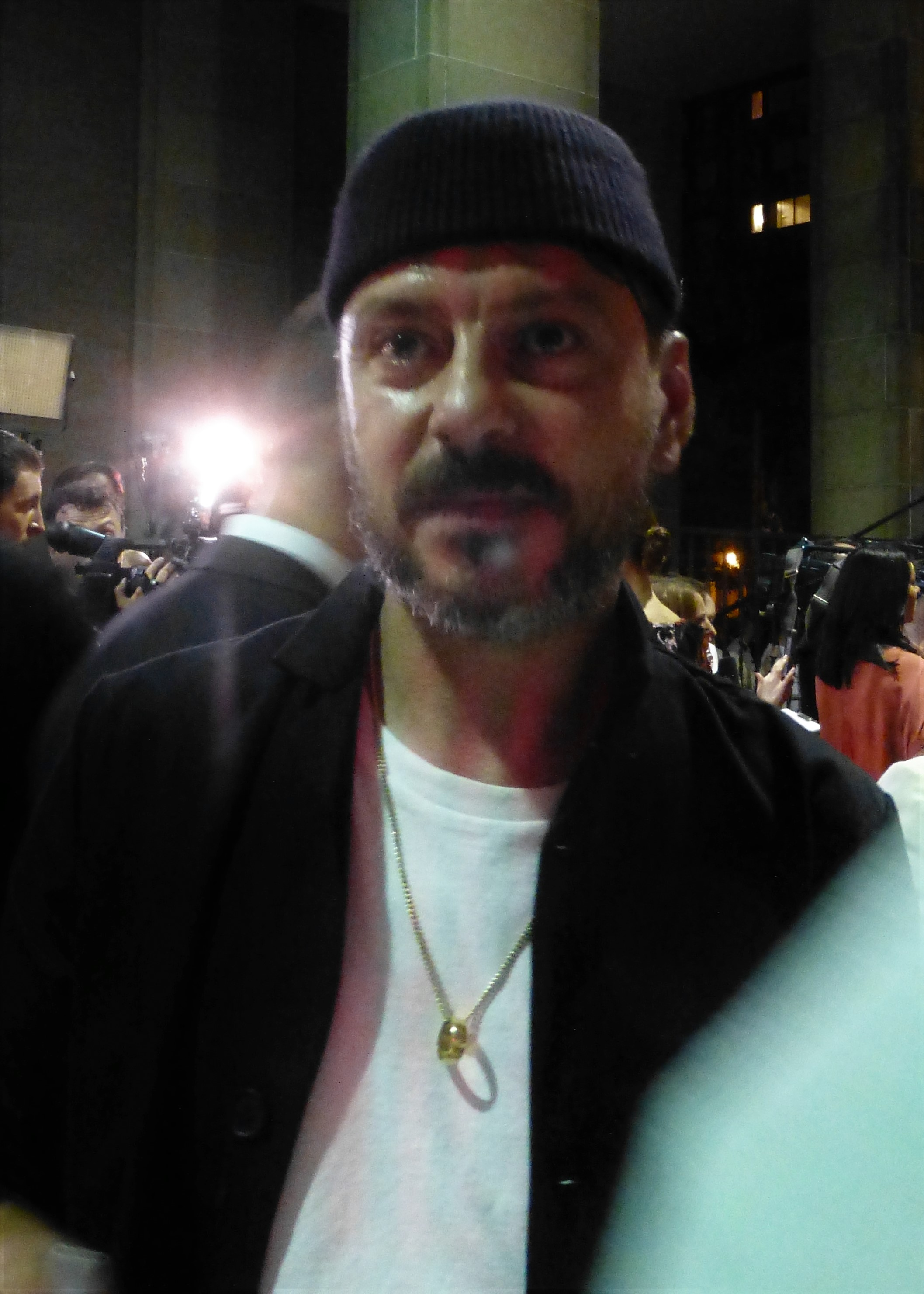
Enzo Cilenti interprète Bernie
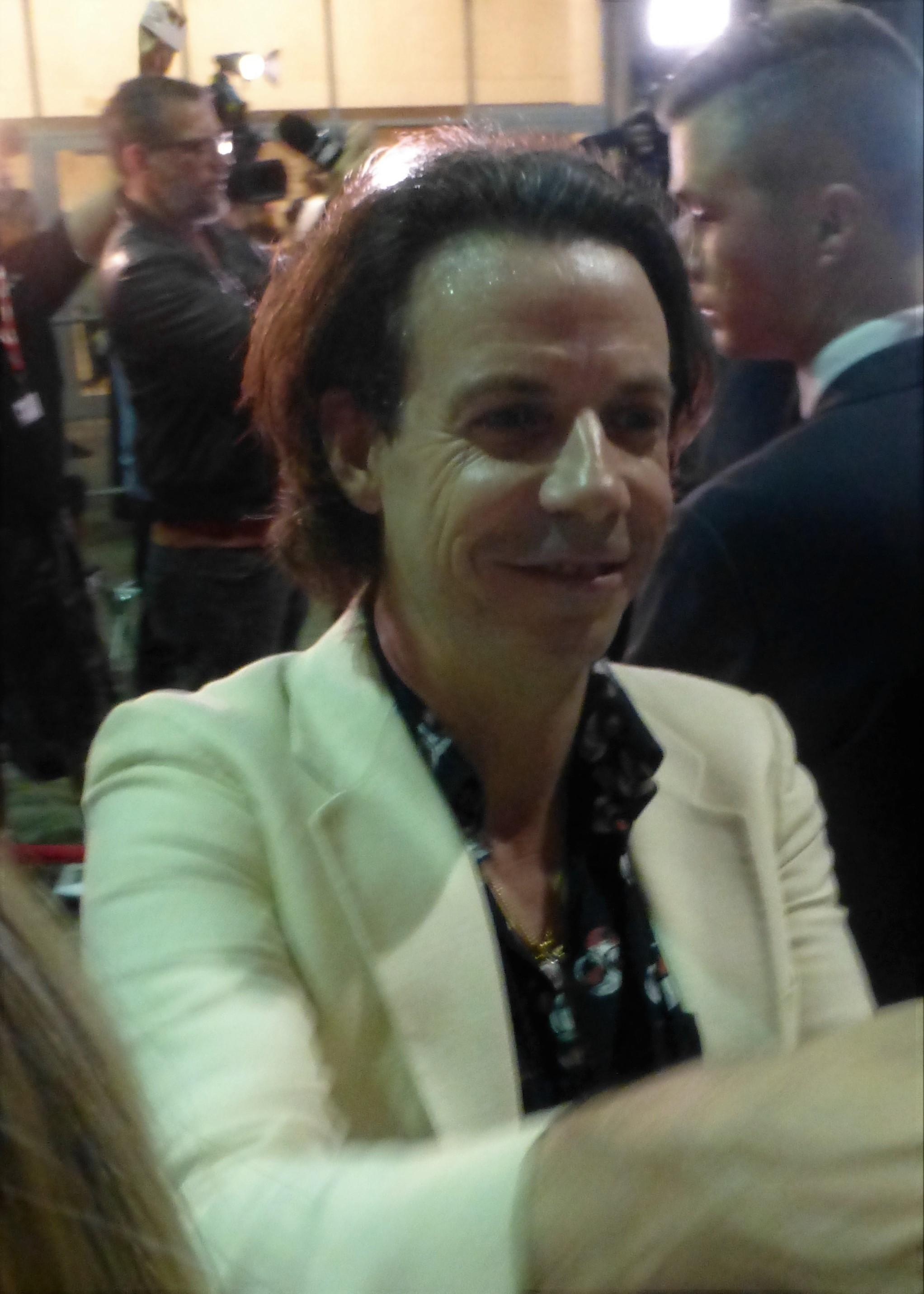
Noah Taylor interprète Gordon
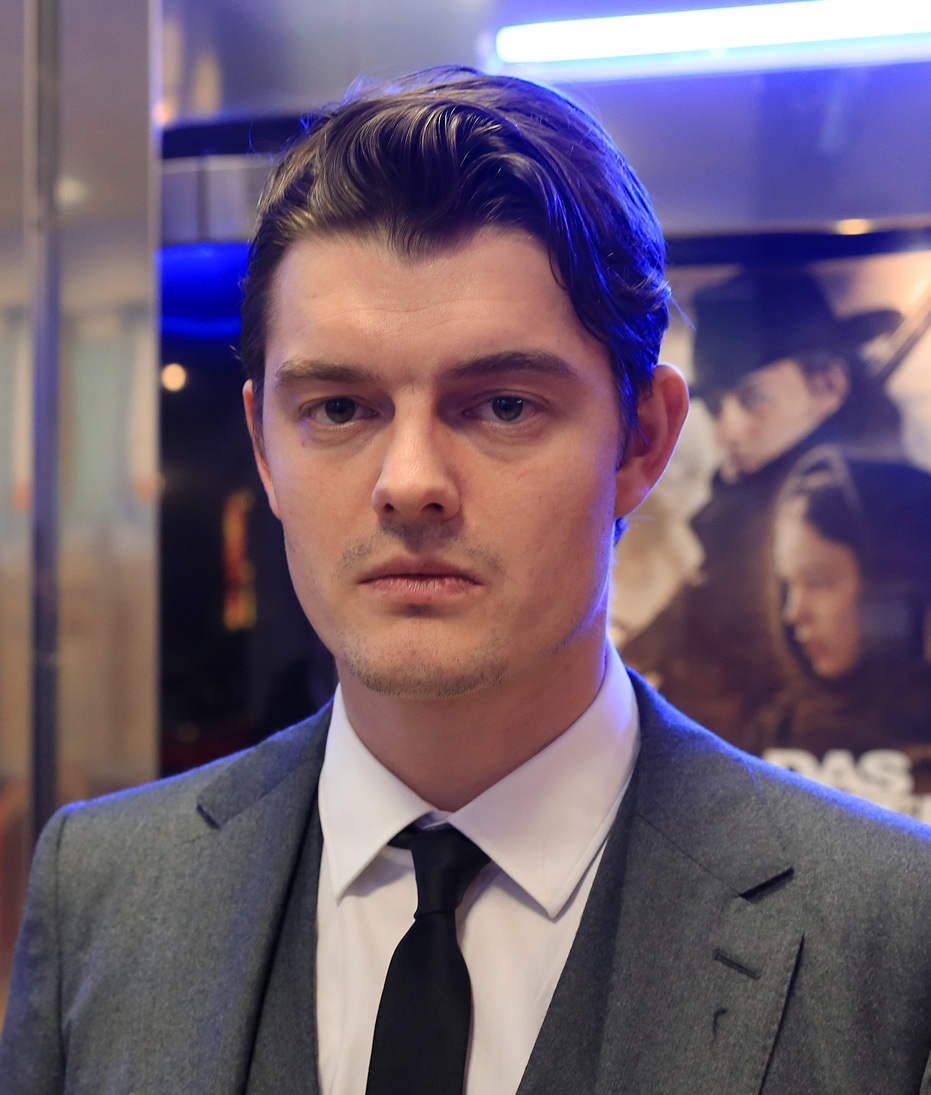
Sam Riley interprète Stevo

 Source et légende : version française (VF) sur RS Doublage
 Source et légende : version québécoise (VQ) sur Doublage.qc.ca

## Production

### Attribution des rôles
À l'origine, le rôle de Justine devait être interprétée par Olivia Wilde, qui a dû renoncer au projet pour cause d'incompatiblité d'emploi du temps. Luke Evans devait, quant à lui, incarner le rôle finalement tenu par Sharlto Copley mais refusera pour les mêmes raisons.[réf. nécessaire]

### Tournage
Le tournage du film a commencé le 8 juin 2015. Il a lieu à Brighton dans le Sussex de l'Est.

## Sortie et accueil
| Pays ou région | Box-office     | Date d'arrêt du box-office | Nombre de semaines |
| -------------- | -------------- | -------------------------- | ------------------ |
| États-Unis     | 1 799 312 $    | 18 mai 2017                | 4                  |
| France         | 11 159 entrées | 25 juillet 2017            | 6                  |
| Mondial        | 3 793 754 $    | 5 juillet 2017             | 10                 |

Free Fire sort au Royaume-Uni le 31 mars 2017 dans 334 salles et prend la septième place du box-office britannique avec 603 218 $, pour une moyenne de 1 806 $ par salles, avant de connaître une baisse des recettes durant son exploitation sauf en huitième semaine, avant de finir avec 1 286 714 $ la semaine suivante. Il s'agit de la meilleure recette - hors États-Unis - engrangée pour le long-métrage. 
Le film est distribué aux États-Unis dans 1 070 salles le 21 avril 2017 et se contente d'une dix-septième place au box-office lors de son week-end d'ouverture avec 994 430 $ et fait une sévère chute au box-office avant d'être retiré de l'affiche après quatre semaines, finissant son exploitation en salles avec 1 799 312 $. En France, le film connaît une sortie limitée à la mi-juin 2017 dans 36 salles et débute avec 6 650 entrées lors de sa première semaine d'exploitation.

### Critique
Free Fire obtient un accueil globalement positif de la part des critiques anglophones, obtenant un taux d'approbation de 67% sur le site Rotten Tomatoes, pour 178 critiques collectées et une moyenne de 6,3/10. Sur le site Metacritic, il obtient un score de 63/100, sur la base de 39 critiques collectées et la mention « commentaires généralement favorables ». En France, l'accueil de la presse est relativement plus mitigé, obtenant une moyenne de 2,7/5 sur le site Allociné, pour 19 critiques collectées.
Parmi les critiques positifs, Caroline Vié de 20 Minutes, le film est « une pure décharge d’adrénaline ponctuée de rires macabres », tandis que Maxime Lerolle de L'Humanité, il s'agit d'un « film d’action expérimental autant que jouissif, qui relève le défi de mettre en scène une fusillade de plus d’une heure ».
Parmi les critiques mitigées, François Forestier du Nouvel Observateur, lui reproche le côté « un peu répétitif, surtout vers la fin, mais l'humour noir fait tout passer », Louise-Camille Bouttier de Rolling Stone note que ce « huis-clos aux accents Tarantiniens rafraîchissant mais qui finit par lasser entre pétarades incessantes et dialogues peu subtils ».
Parmi les critiques négatives, la rédaction du Figaro avoue avoir « rit beaucoup », tout en s'ennuyant un peu, Stéphane Belpêche du Journal du Dimanche « regrette l’audace et la fulgurance [des] premiers longs métrages [du réalisateur] », ajoutant que « son bain de sang est d’un ennui mortel » et Emmanuel Raspiengeas de Positif juge le film paresseux.